# Bergons (Gave de Pau)
Der Bergons (französisch: Ruisseau du Bergons) ist ein kleiner Fluss im Südwesten von Frankreich, der im Département Hautes-Pyrénées der Region Okzitanien in den Pyrenäen-Ausläufern südwestlich der Stadt Lourdes verläuft.

## Geografie

### Verlauf
Der Bergons entspringt beim Col de Bazès (1509 m), in der Randzone Sektor Azun des Nationalparks Pyrenäen, im Gemeindegebiet von Aucun. 
Er verläuft generell Richtung Ostnordost durch ein gering besiedeltes Gebiet und mündet nach insgesamt rund 16 Kilometern im Gemeindegebiet von Agos-Vidalos als linker Nebenfluss in den Gave de Pau. Im Mündungsabschnitt quert der Bergons die hier Autobahn-ähnlich ausgebaute Departementsstraße D821. Ein weiterer Mündungsarm erreicht bereits etwa 750 m stromaufwärts ebenfalls den Gave de Pau.

### Orte am Fluss
(Reihenfolge in Fließrichtung)
- Haugarou, Gemeinde Aucun
- Les Artigues, Gemeinde Gaillagos
- Sère-en-Lavedan
- Banhestan, Gemeinde Ouzous
- Ost, Gemeinde Ayzac-Ost
- Vidalos, Gemeinde Agos-Vidalos